# 矢島愛弥
矢島 愛弥（やじま まなや、1997年7月22日 - ）は、日本のタレント、歌手。男性アイドルグループ・B2takes!!の元メンバーである。
東京都出身。株式会社Minayo所属。母はタレントの渡辺美奈代。弟は同じくタレントの矢島名月。実身長は154cm、血液型はO型。愛称は、まなやん、まなやっち、など。

## 略歴
おニャン子クラブ出身のアイドルである渡辺美奈代と、元ミュージシャンである父親との長男として生まれる。自身の意思でデビューする以前の幼少の頃より、美奈代と一緒にメディアに出演することがあった。小学6年生のとき美奈代に「芸能界に入りたい」と告げて、はじめは反対されながらもバックアップを受けて芸能の仕事を始める。本格的なデビュー以前の2010年に、美奈代の出演する舞台『トゥルー クリスマス〜奇蹟のおまじないジングルジングラ〜』にアンサンブルとして出演している。
美奈代が設立した芸能事務所・株式会社Minayoに所属し、高校3年生時の2015年6月に、「愛弥」の名義で、高校の同級生であった大起とダンスボーカルユニット・And Moreを結成したことを発表。9月26日に開催された美奈代のデビュー29周年ライブにバックダンサーとして出演して、翌27日にAnd Moreのデビュー・ライブを開催した。2016年に2本の舞台に出演。高校を卒業し、4月に大学に進学する。And Moreとして活動する一方で、「矢島愛弥」としてタレント活動もおこなう。8月15日、大起が学業に専念するという事情により、And Moreは活動休止となる。
ヒップホップやダンスミュージックへの志向を打ち出して、2017年7月15日にソロデビュー・シングル『Bounce Bounce!!』をリリース。And More時代から自ら作詞を手掛けており、2017年にリリースされた美奈代のアルバムで3曲の作詞を担当した。以後も美奈代とライブやイベントで共演し、二世タレントとしてバラエティ番組へ出演する機会も増える。自身が理想とするパフォーマーであるELLY（三代目 J SOUL BROTHERS from EXILE TRIBE）のラッパーとしての名義「CrazyBoy」にちなんだ「LILCRAZY（リルクレイジー）」という名義を持ち、ラッパーとしても活動する。
2019年6月18日、アイドルグループ・B2takes!!への加入を発表。8月27日にCLUB CITTA'で開催されたライブ『NEW・B2takes!! 初お披露目ワンマンLive!!〜message Vol.1〜 in CLUB CITTA'』に出演して、矢島を含めた新メンバー5名とともに初披露となった。矢島の担当カラーは「パープル」。11月リリースのメジャー3rdシングル『証-Akashi-』で、B2takes!!のシングルに参加する。
2020年8月21日、B2takes!!の派生ユニットが発表。矢島はLUCK☆LIFEへ参加となった。メンバーカラーはパープル。10ヶ月の活動を経て2021年6月27日の解散ライブをもって、解散となる。
2023年3月24日、B2takes!!を卒業した。

## 作品

### シングル
And More
- Dreamin' Now（2015年、配信シングル）

ソロ
- Bounce Bounce!!（2017年）

## 出演

### テレビ番組
- 1周回って知らない話（2017年、日本テレビ） - 準レギュラー[1]

### 舞台
- トゥルー クリスマス〜奇蹟のおまじないジングルジングラ〜（2010年）
- マルナゲドン・ザ・デイ・アフター（2016年）[25]
- 10/10（2016年）青木 役[1]
- デストロイヤー花（2018年）[26]